# 斎藤真三郎

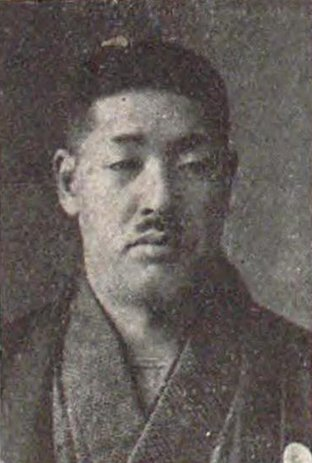
斎藤真三郎

斎藤 真三郎（さいとう しんざぶろう、1881年（明治14年）8月12日 - 1925年（大正14年）7月18日）は、衆議院議員（革新倶楽部）。新聞編集者。

## 経歴
山形県東田川郡渡前村（現在の鶴岡市）出身。1903年（明治36年）、早稲田大学邦語政治科を卒業。渡前村長、東田川郡会議員、同参事会員、同副議長、同議長、東田川西田川両郡組合会議員、同参事会議員を歴任した。
1924年（大正13年）、第15回衆議院議員総選挙に出馬し、当選を果たした。
その他、両羽実業新聞を経営した。